# Alcyonium elegans
Alcyonium elegans är en korallart som först beskrevs av Kükenthal 1902.  Alcyonium elegans ingår i släktet Alcyonium och familjen läderkoraller. Inga underarter finns listade i Catalogue of Life.